# Elena María Moreno González
Elena María Moreno González (Santander, 24 de junio de 1943) es una política española, elegida diputada de Unión de Centro Democrático (UCD) en el Congreso de los Diputados por la provincia de Pontevedra en las elecciones generales de España de 1977, que fue diputada constituyente en las Cortes que elaboraron la Constitución española de 1978.

## Trayectoria
Moreno cursó estudios de Bachillerato Superior y Secretariado y trabajó como empleada de banca. Ha sido directiva del Banco de Bilbao, donde llegó a ser Jefa del Banco de la Mujer en Vigo. Fue elegida Diputada en el Congreso por Pontevedra en la legislatura constituyente (1977-1979) y en la primera legislatura (1979-1982). Colaboró entre otras, con la Comisión de Trabajo, con la Comisión sobre los disminuidos físicos y mentales, y sobre los establecimientos penitenciarios.